# Merosargus venustulus
Merosargus venustulus är en tvåvingeart som först beskrevs av Lindner 1936.  Merosargus venustulus ingår i släktet Merosargus och familjen vapenflugor.
Artens utbredningsområde är Costa Rica. Inga underarter finns listade i Catalogue of Life.